# Aldo Naouri
Pour les articles homonymes, voir Naouri.
Aldo Naouri, né le 22 décembre 1937 à Benghazi, est un pédiatre et spécialiste des relations intrafamiliales.

## Biographie
Il naît à Benghazi en Libye italienne le 22 décembre 1937 dans la communauté juive libyenne. 
Il est le dixième enfant de sa mère, veuve à 34 ans. 
En 1942, sa famille est expulsée de Libye  en raison de sa nationalité française, elle s'installe en Algérie, à Orléansville. En 1956, il part faire des études de médecine qu'il commence à Besançon et qu'il poursuit dès l'année suivante à Paris . Sa famille, rapatriée comme la majorité des Français d'Algérie le rejoint en 1962. Il termine ses études de spécialiste en pédiatrie en 1965. En 1966, il ouvre dans le 13e arrondissement un cabinet de pédiatrie qu'il ne quittera qu'en 2002 au moment de son départ à la retraite. Tout au long de sa carrière, il ne cesse de s'intéresser aux sciences humaines et de se former ainsi en psychologie, sociologie, linguistique, ethnologie et anthropologie. Passionné par la relation médecin-malade et les nuances qu'il en relève au sein de sa clientèle multi-ethnique, il entreprend une psychanalyse lacanienne qui dure de 1973 à 1980. Il commence à publier dès 1982 des ouvrages centrés sur l'environnement de l'enfant, sur son éducation et sur les relations intrafamiliales.  

### Vie privée
Aldo Naouri est le père de trois enfants : deux filles, la romancière Agnès Desarthe et la metteuse en scène d'opéra Elsa Rooke, et un garçon, le chanteur d'opéra Laurent Naouri.

## Psychanalyse
Il a été influencé par la psychanalyse et a hésité à devenir psychanalyste. La psychanalyse a marqué sa pratique de pédiatre : « En quarante ans de pratique, l'exercice de la pédiatrie s'est transformé, résume-t-il. Au départ, je diagnostiquais des tuberculoses. À la fin, je ne recevais plus que des enfants bien portants et des parents à éduquer. »

## Critiques

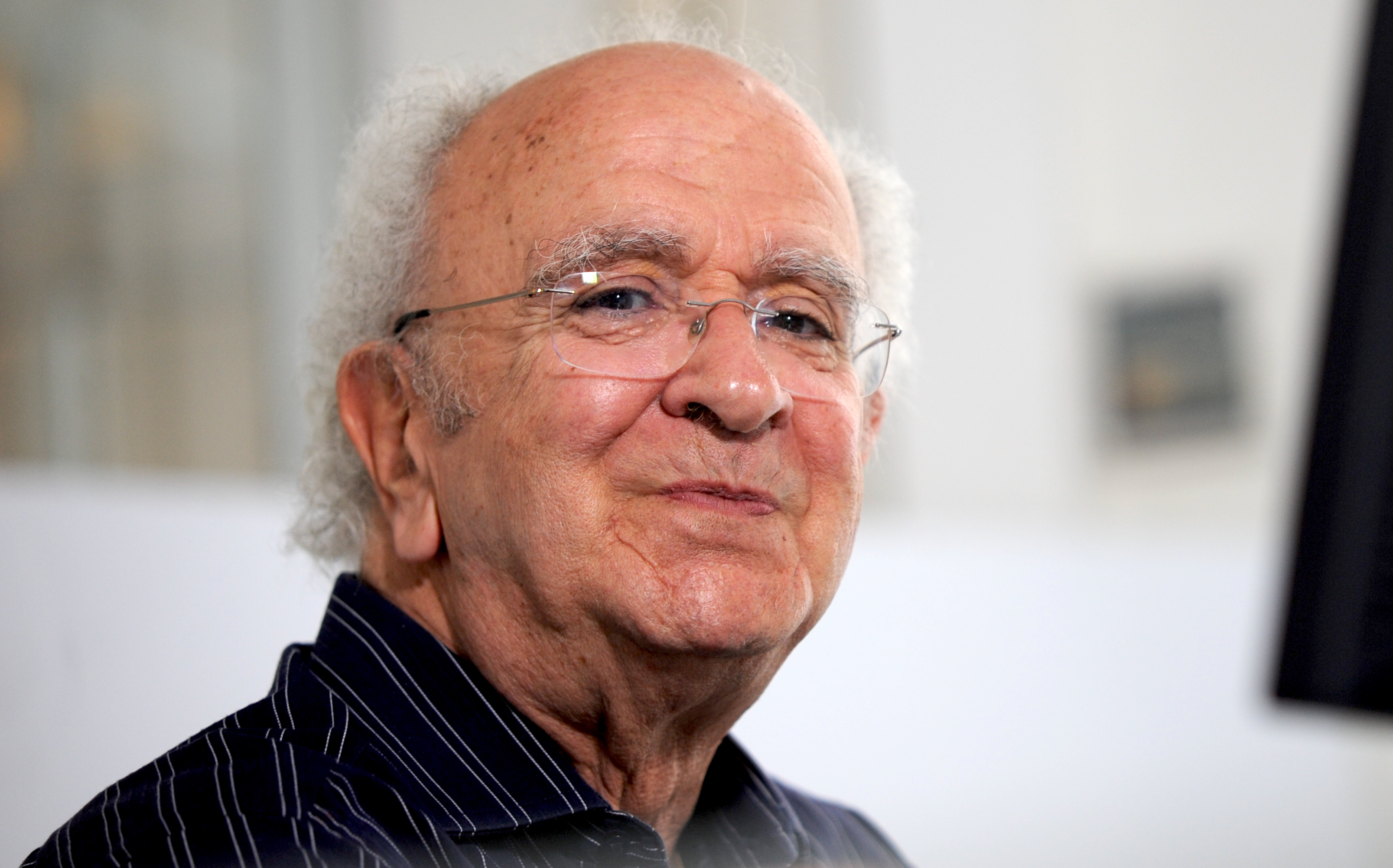
Aldo Naouri, le 25 mai 2010 à Paris.

Des propos tenus par le pédiatre dans les années 2010 font polémique. Quelques-unes de ses positions sont qualifiées de « réactionnaires » par une journaliste du Point.
En 2013, une polémique naît de propos tenus par Aldo Naouri dans son livre Prendre la vie à pleine main. L'auteur évoque en effet le cas d'un couple dont la femme ne fait plus l'amour avec son mari après un accouchement. Il raconte avoir conseillé le couple en disant au mari : « Violez-la ! »,,,,,. D'autres de ses propos sur le viol, parus dans un ouvrage de 1998, ont aussi suscité la polémique et l'ont, selon les termes de Janine Mossuz-Lavau, « totalement disqualifié ».
Aldo Naouri revient sur ses propos et explique : « C’est évidemment une provocation ! J’étais devant un homme qui me disait : « J’en crève d’envie mais j’attends qu’elle veuille. » Sa femme le regardait sans rien dire. J’ai dit en exagérant : « Violez-la ! » C’était excessif mais c’était une manière de dire : allez-y, foncez, ça viendra bien ! Elle a poussé un cri de satisfaction comme si elle n'attendait que cela. » Il poursuit son propos dans un second entretien : « J'ai fait état d'une approche technique de type paradoxale, destinée à ébranler suffisamment le couple de parents pour leur faire reprendre un dialogue bloqué. » Enfin il conclut : « J'entends redire que je condamne, et j'ai toujours condamné, le viol de la façon la plus radicale y compris le viol conjugal »,.
Aldo Naouri et Marcel Rufo font l'objet d'une vive critique à propos du respect de la dignité des enfants dans une lettre ouverte écrite par David Dutartre, membre de l'Observatoire de la violence éducative ordinaire.

## Œuvres
- L’Enfant porté, 1982, Éditions du Seuil
- Une place pour le père, 1985, Éditions du Seuil
- Parier sur l'enfant, 1987, Éditions du Seuil
- L’Enfant bien portant, 1993, Éditions du Seuil - rééd. 2010, Éditions Odile Jacob
- De l'inceste, 1994, Éditions Odile Jacob
- Le Couple et l’Enfant, 1995, Éditions Odile Jacob
- Les Filles et leurs mères, 1998, Éditions Odile Jacob,  (ISBN 2-7381-0796-6)
- Questions d’enfants, 1999, Éditions Odile Jacob
- Réponses de pédiatre, 2000, Éditions Odile Jacob
- L’Enfant bien portant, 2004, Éditions du Seuil
- Les Pères et les Mères, 2004, Éditions Odile Jacob
- Les mères juives n'existent pas, 2005, Éditions Odile Jacob
- Adultères, 2006, Éditions Odile Jacob
- Éduquer ses enfants. L'urgence d'aujourd'hui, 2008, Éditions Odile Jacob,  (ISBN 2-7381-2073-3)
- Faut-il être plus sévère avec nos enfants ? avec Edwige Antier, 2008, Éditions du Panama,  (ISBN 2-7557-0404-7)
- Les belles-mères, les beaux-pères, leurs brus et leurs gendres, 2011, Éditions Odile Jacob,  (ISBN 978-2-7381-2679-5)
- Prendre la vie à pleines mains, 2013, Éditions Odile Jacob
- Les couples et leur argent, 2015, Éditions Odile Jacob
- Entendre l'enfant, 2017, Éditions Odile Jacob
- Des bouts d'existence, 2019, Éditions Odile Jacob
- Ma mère : mon analyse et la sienne, 2021, Éditions Odile Jacob